# Megumi Fujii
Megumi Fujii (Ibara, 26 aprile 1974) è un'ex lottatrice di arti marziali miste giapponese.
Fujii è largamente considerata la lottatrice più forte in assoluto degli anni 2000 ed una delle più grandi di tutti i tempi.
Durante la sua lunga carriera dal 2004 al 2013 "Mega Megu" fu sconfitta solamente tre volte e sempre per giudizi o situazioni controverse.
Megumi vanta una striscia di 22 vittorie consecutive, ed è tra gli atleti di MMA con la più lunga carriera professionistica senza sconfitte per KO o sottomissione.
Nonostante il suo livello di combattimento, causa il ritardo nello sviluppo delle WMMA rispetto alle federazioni maschili, la Fujii non ha mai detenuto una cintura di campionessa, e si ritirò all'età di 39 anni quando era ancora considerata la seconda lottatrice più forte del mondo nella categoria dei pesi paglia ed una top 5 pound for pound.
La sua signature move è il Megulock, noto anche come Inazuma toe hold, ovvero un toe hold effettuato direttamente lanciandosi sulle gambe dell'avversario in piedi.
Megumi era allenata dal campione di arti marziali miste Josh Barnett e da Hiroyuki Abe, ed è mentore dell'ex campionessa Deep Jewels Ayaka Hamasaki.
Ha ottenuto il riconoscimento Inspirational Female Fighter of the Year ai Women's Mixed Martial Arts Awards nel 2012.

## Risultati negli altri sport da combattimento
Megumi Fujii è una pluridecorata lottatrice in molti sport da combattimento: è stata campionessa nazionale di sambo e di jiu jitsu brasiliano, ha vinto i tornei internazionali di BJJ Ground Impact e Pan-Am, ed ha collezionato cinque medaglie d'argento ai mondiali di sambo.
Nel 2005 e 2007 ha preso parte al prestigioso torneo ADCC Submission Wrestling World Championship arrivando terza entrambe le volte.
Megumi ha preso parte più volte al programma televisivo Ninja Warrior, che prevede diverse prove atletiche.

## Carriera nelle arti marziali miste
Megumi Fujii debutta come professionista il 5 agosto 2004 per l'organizzazione nazionale Smackgirl, lega di soli combattimenti di arti marziali miste femminili e in tal ambito la più ambiziosa del mondo; Megumi sottomette la connazionale Yumi Matsumoto con uno strangolamento in soli 40 secondi.
Lo stesso anno ha anche la prima esperienza negli Stati Uniti dove affronta Erica Montoya, uno dei volti più noti delle WMMA nordamericane: Megumi vince ai punti.
Successivamente combatte diversi incontri per la Shooto e la Smackgirl vincendoli tutti, la gran parte di questi per sottomissione: è proprio nell'incontro di Smackgirl contro l'australiana Serin Murray che Mega Megu vince in soli 20 secondi grazie al suo Megulock, finendo per spezzare la caviglia all'avversaria.
La Fujii prosegue la sua serie di vittorie e nel 2007 sottomette nel primo round la statunitense Lisa Ward, al tempo considerata una dei pesi mosca più forti del mondo.
Grazie al progressivo sviluppo delle arti marziali miste femminili in Giappone e nel resto del mondo nel 2008 la Smackgirl riesce finalmente a mettere in palio una cintura di campionessa di federazione, premio che la Fujii avrebbe ottenuto vincendo il torneo Smackgirl World ReMix 2008 Grand Prix ad otto lottatrici.
Fujii arriva in finale senza troppi patemi con due vittorie per sottomissione via armbar ai danni della statunitense Cindy Hales e della sudcoreana Ham Seo-Hee, striker che in futuro lotterà ai vertici della categoria dei pesi leggeri.
La tanto attesa finale per il titolo contro Hitomi Akano non si concretizza, in quanto la Smackgirl fallisce nel mentre e viene ricostituita con nuovi sponsor con il nome di Jewels, che però non completò il torneo Smackgirl.
Megumi prosegue il suo dominio anche nella Jewels e alla fine del 2009 vantava un record personale di 19-0 con 15 vittorie per sottomissione.
Nonostante ciò i tanti acciacchi e l'età le fecero pensare ad un ritiro dall'attività agonistica, idea soppressa dall'elevato livello di combattimento della giapponese e dalla volontà di ottenere almeno un titolo in carriera.
Nel 2009 Megumi si dedica anche ad altre discipline di combattimento come lo shoot boxing prendendo parte all'evento S-Cup in un match di esibizione contro Hisae Watanabe.
Nel 2010 Mega Megu tenta nuovamente l'assalto ad un titolo, questa volta però negli Stati Uniti con la federazione Bellator.
Nell'incontro di presentazione ottiene la sua prima vittoria per KO ai danni di Sarah Schneider, che porta la nipponica al terzo round.
Nei quarti di finale ed in semifinale del torneo della terza stagione Bellator per i pesi mosca femminili si sbarazza senza eccessivi patemi rispettivamente di Carla Esparza e per la seconda volta Lisa Ward, entrambi i match vinti con un armbar.
La finale è contro la forte striker ispanica Zoila Frausto Gurgel, di ben 5 kg più pesante di Megumi, e che in precedenza aveva lottato nella prestigiosa Strikeforce. Nei cinque round Megumi Fujii mette a segno oggettivamente un maggior numero di colpi rispetto alla rivale, e pur non riuscendo a far valere le sue note abilità nella lotta a terra l'opinionista sportivo della rete Comcast diede la vittoria alla Fujii per 49-46 e quattro round a uno, e all'annuncio della vittoria della Frausto si levarono moltissimi fischi dalle tribune; una parte della stampa sportiva statunitense giustificò la vittoria ritenendo che i colpi portati dalla connazionale, seppur in numero minore, erano "i più forti"; altra stampa paragonò i colpi a vuoto della Frausto alla bizzarra tecnica di boxe di Leonard Garcia.
Megumi prosegue la sua carriera in Giappone tra World Victory Road, Jewels e qualche evento organizzato dalla Dream, terminando il 2011 con un record personale di 25-1.
Nel 2012 torna a lottare negli Stati Uniti nella Bellator affrontando la numero due della sua categoria di peso, la messicana Jessica Aguilar: l'incontro è molto equilibrato, con Fujii che domina la parte di lotta a terra e Aguilar quella di striking; quando il secondo round si poté dire chiaramente a favore di Aguilar e il terzo a favore di Fujii, il primo round fu difficile da giudicare, con almeno un buon pugno portato da Aguilar a Fujii e un armbar quasi riuscito da parte di Fujii; i giudici decisero tutti per la vittoria della Aguilar per due round a uno.
Verso la fine dell'anno all'evento Vale Tudo Japan 1st di Tokyo sconfigge Mei Yamaguchi per decisione unanime.
Nell'ottobre 2013 decide di combattere un ultimo incontro, ufficialmente l'ultimo della sua carriera, a Tokyo con l'evento Vale Tudo Japan 3rd, dove affrontò quella Jessica Aguilar che fu una delle sole due avversarie a riuscire a sconfiggerla: Fujii perse ancora e questa volta per KO tecnico, ma ciò fu causato dallo stop del medico d'angolo al termine del secondo round perché la giapponese non poteva più vedere da un occhio a causa di due accecamenti da parte dell'avversaria; successivamente la Vale Tudo Japan cambiò il risultato da sconfitta per KO tecnico a sconfitta per decisione tecnica di maggioranza.
Fujii mise così fine ad una carriera che durava dal 2004 e che l'ha vista al vertice delle MMA femminili con un record di 26-3 a 39 anni di età quando ancora era considerata una delle lottatrici più forti del mondo.

### Risultati nelle arti marziali miste
| Risultato | Record | Avversario           | Metodo                           | Evento                                      | Data              | Round | Tempo | Città                     | Note                                                    |
| --------- | ------ | -------------------- | -------------------------------- | ------------------------------------------- | ----------------- | ----- | ----- | ------------------------- | ------------------------------------------------------- |
| Sconfitta | 26-3   | Jessica Aguilar      | Decisione (maggioranza)          | Vale Tudo Japan 3rd                         | 5 ottobre 2013    | 2     | 5:00  | Tokyo, Giappone           |                                                         |
| Vittoria  | 26-2   | Mei Yamaguchi        | Decisione (unanime)              | Vale Tudo Japan 1st                         | 24 dicembre 2012  | 2     | 5:00  | Tokyo, Giappone           |                                                         |
| Sconfitta | 25-2   | Jessica Aguilar      | Decisione (unanime)              | Bellator LXIX                               | 18 maggio 2012    | 3     | 5:00  | Lake Charles, Stati Uniti |                                                         |
| Vittoria  | 25-1   | Karla Benitez        | Sottomissione (armbar)           | Fight For Japan: Genki Desu Ka Omisoka 2011 | 31 dicembre 2011  | 1     | 1:15  | Saitama, Giappone         |                                                         |
| Vittoria  | 24-1   | Mika Nagano          | Decisione (unanime)              | Jewels 15th Ring                            | 9 luglio 2011     | 2     | 5:00  | Tokyo, Giappone           |                                                         |
| Vittoria  | 23-1   | Emi Fujino           | Decisione (unanime)              | World Victory Road Presents: Soul of Fight  | 30 dicembre 2010  | 3     | 5:00  | Tokyo, Giappone           |                                                         |
| Sconfitta | 22–1   | Zoila Frausto Gurgel | Decisione (non unanime)          | Bellator XXXIV                              | 28 ottobre 2010   | 5     | 5:00  | Hollywood, Stati Uniti    | Torneo dei Pesi Paglia Bellator III, Finale             |
| Vittoria  | 22–0   | Lisa Ward            | Sottomissione (armbar)           | Bellator XXXI                               | 30 settembre 2010 | 1     | 1:39  | Lake Charles, Stati Uniti | Torneo dei Pesi Paglia Bellator III, Semifinale         |
| Vittoria  | 21–0   | Carla Esparza        | Sottomissione (armbar)           | Bellator XXIV                               | 12 agosto 2010    | 2     | 0:57  | Hollywood, Stati Uniti    | Torneo dei Pesi Paglia Bellator III, Quarti di finale   |
| Vittoria  | 20–0   | Sarah Schneider      | KO Tecnico (pugni)               | Bellator XXI                                | 10 giugno 2010    | 3     | 1:58  | Hollywood, Stati Uniti    | Debutto in Bellator                                     |
| Vittoria  | 19–0   | Tomomi Sunaba        | Sottomissione (armbar)           | Shooto: Revolutionary Exchanges 3           | 23 novembre 2009  | 1     | 3:24  | Tokyo, Giappone           |                                                         |
| Vittoria  | 18–0   | Saori Ishioka        | Sottomissione (armbar)           | Jewels 4th Ring                             | 11 luglio 2009    | 2     | 4:17  | Tokyo, Giappone           |                                                         |
| Vittoria  | 17–0   | Won Bun Chu          | Sottomissione (keylock)          | Shooto: Tradition Final                     | 10 maggio 2009    | 1     | 0:52  | Tokyo, Giappone           |                                                         |
| Vittoria  | 16–0   | Tomoko Morii         | Sottomissione (armbar)           | Jewels 1st Ring                             | 16 novembre 2008  | 1     | 1:05  | Tokyo, Giappone           |                                                         |
| Vittoria  | 15–0   | Ham Seo-Hee          | Sottomissione (armbar)           | Smackgirl: World ReMix 2008 Second Round    | 26 aprile 2008    | 1     | 3:39  | Tokyo, Giappone           | Smackgirl World ReMix 2008 Grand Prix, Semifinale       |
| Vittoria  | 14–0   | Cindy Hales          | Sottomissione (armbar)           | Smackgirl: World ReMix 2008 Opening Round   | 14 febbraio 2008  | 2     | 0:27  | Tokyo, Giappone           | Smackgirl World ReMix 2008 Grand Prix, Quarti di finale |
| Vittoria  | 13–0   | Mika Nagano          | Sottomissione (triangolo)        | Smackgirl: Starting Over                    | 26 dicembre 2007  | 1     | 1:20  | Tokyo, Giappone           |                                                         |
| Vittoria  | 12–0   | Kyoko Takabayashi    | Decisione (unanime)              | Shooto: Back To Our Roots 6                 | 8 novembre 2007   | 2     | 5:00  | Tokyo, Giappone           |                                                         |
| Vittoria  | 11–0   | Lisa Ward            | Sottomissione (armbar)           | BodogFight: Vancouver                       | 24 agosto 2007    | 1     | 4:50  | Vancouver, Canada         |                                                         |
| Vittoria  | 10–0   | Cody Welchlin        | Sottomissione (armbar)           | NFF: The Breakout                           | 10 marzo 2007     | 1     | 2:40  | Minneapolis, Stati Uniti  |                                                         |
| Vittoria  | 9–0    | Masako Yoshida       | Sottomissione (heel hook)        | Shooto: Battle Mix Tokyo 1                  | 26 gennaio 2007   | 1     | 0:51  | Tokyo, Giappone           |                                                         |
| Vittoria  | 8–0    | Serin Murray         | Sottomissione (megulock)         | Smackgirl: Legend of Extreme Women          | 29 novembre 2006  | 1     | 0:20  | Tokyo, Giappone           |                                                         |
| Vittoria  | 7–0    | Keiko Tamai          | Sottomissione (armbar)           | Smackgirl: Top Girl Battle                  | 30 giugno 2006    | 1     | 0:53  | Tokyo, Giappone           |                                                         |
| Vittoria  | 6–0    | Misaki Takimoto      | Sottomissione (armbar)           | Shooto: The Victory of the Truth            | 17 febbraio 2006  | 2     | 4:36  | Tokyo, Giappone           |                                                         |
| Vittoria  | 5–0    | Dah Le Chon          | Sottomissione (rear naked choke) | G-Shooto 03                                 | 17 dicembre 2005  | 1     | 0:19  | Tokyo, Giappone           |                                                         |
| Vittoria  | 4–0    | Ana Michelle Tavares | Decisione (unanime)              | G-Shooto 02                                 | 12 marzo 2005     | 2     | 5:00  | Tokyo, Giappone           |                                                         |
| Vittoria  | 3–0    | Nadia van der Wel    | Sottomissione (armbar)           | Shooto: Year End Show 2004                  | 14 dicembre 2004  | 1     | 1:43  | Tokyo, Giappone           |                                                         |
| Vittoria  | 2–0    | Erica Montoya        | Decisione (unanime)              | HOOKnSHOOT: Evolution                       | 6 novembre 2004   | 3     | 5:00  | Evansville, Stati Uniti   |                                                         |
| Vittoria  | 1–0    | Yumi Matsumoto       | Sottomissione (rear naked choke) | Smackgirl: Holy Land Triumphal Return       | 5 agosto 2004     | 1     | 0:40  | Tokyo, Giappone           |                                                         |